# Jamaica, Mexiko
Jamaica är en ort i Mexiko.   Den ligger i kommunen Valparaíso och delstaten Zacatecas, i den centrala delen av landet, 600 km nordväst om huvudstaden Mexico City. Jamaica ligger 1 974 meter över havet och antalet invånare är 117.
Terrängen runt Jamaica är varierad. Runt Jamaica är det mycket glesbefolkat, med 5 invånare per kvadratkilometer. Närmaste större samhälle är Valparaíso, 13,6 km sydväst om Jamaica. Omgivningarna runt Jamaica är i huvudsak ett öppet busklandskap.